# Lucie Šafářová
Lucie Šafářová (Brno, 4 de fevereiro de 1987) é uma tenista profissional da República Tcheca. Conquistou sete títulos de simples e quinze de duplas do circuito WTA. Chegou à final de simples do Torneio de Roland Garros de 2015, perdendo para Serena Williams. Em duplas, possui cinco títulos de Grand Slam, que levou ao lado da norte-americana Bethanie Mattek-Sands. Chegou a nº 1 do mundo nessa modalidade, em 2017. Foi medalhista de bronze em duplas nos Jogos Olímpicos de Verão de 2016.
Com problemas de saúde e cansada das rotinas de viagem, Lucie pensava na aposentadoria em 2018. Pôs o plano em prática em 2019. Tentou fazê-lo no Australian Open, mas uma lesão no punho impediu sua participação. Realizou, então, uma turnê de despedida, com participação na Fed Cup (nos play-offs do Grupo Mundial), no Premier de Stuttgart (onde chegou à final com Anastasia Pavlyuchenkova), para o público doméstico, no International de Praga e, finalmente, no Torneio de Roland Garros, onde fez a última partida, na chave de duplas, com Dominika Cibulkova, perdendo na 1ª fase, em 29 de maio de 2019.
Fez um surpreendente retorno em outubro de 2023, no ITF de Reims, mas apenas para apoiar a família. Desde então, participou de alguns torneios esparsos, como ITFs e o WTA de Praga.

## Carreira

### 2015
Em 2015, Šafářová atingiu a primeira final de simples em Grand Slam, em Roland Garros, e adentrou o top 10. A última parte da temporada, após o US Open, foi problemática para a tcheca: descobriu uma infecção bacteriana respiratória e foi internada, não participando da gira asiática. Retornou às duas últimas semanas, tentando se classificar para o WTA Finals, tendo êxito. 

### 2016
No início da temporada de 2016, ela foi diagnosticada com febre reumática, doença inflamatória de origem autoimune, que a faz se ausentar dos torneios na Oceania, incluindo o Australian Open.
No Rio 2016, não foi bem em simples, porém em duplas conquistou com Barbora Strýcová em uma decisão também contra outra duplas checa.

## Títulos

### Grand Slam

#### Simples: 1 (1 vice)
| Status | Ano  | Torneio                  | Piso   | Oponente        | Resultado      |
| ------ | ---- | ------------------------ | ------ | --------------- | -------------- |
| Vice   | 2015 | Torneio de Roland Garros | saibro | Serena Williams | 3–6, 7–62, 2–6 |

#### Duplas: 5 (5 títulos)
| Status | Ano  | Torneio                      | Piso   | Parceira              | Oponentes                           | Resultado      |
| ------ | ---- | ---------------------------- | ------ | --------------------- | ----------------------------------- | -------------- |
| Venceu | 2015 | Australian Open              | duro   | Bethanie Mattek-Sands | Chan Yung-jan Zheng Jie             | 6–4, 7–65      |
| Venceu | 2015 | Torneio de Roland Garros     | saibro | Bethanie Mattek-Sands | Yaroslava Shvedova Casey Dellacqua  | 3–6, 6–4, 6–2  |
| Venceu | 2016 | US Open                      | duro   | Bethanie Mattek-Sands | Caroline Garcia Kristina Mladenovic | 2–6, 7–65, 6–4 |
| Venceu | 2017 | Australian Open (2)          | duro   | Bethanie Mattek-Sands | Andrea Hlaváčková Peng Shuai        | 46–7, 6–3, 6–3 |
| Venceu | 2017 | Torneio de Roland Garros (2) | saibro | Bethanie Mattek-Sands | Ashleigh Barty Casey Dellacqua      | 6–2, 6–1       |

## WTA finais

### Simples: 13 (6 títulos, 7 vices)
| Campeã — Legenda (pre/pós 2010)               |
| --------------------------------------------- |
| Grand Slam (0–0)                              |
| WTA Tour (0–0)                                |
| Nível I / Premier Mandatory & Premier 5 (0–0) |
| Nível II / Premier (1–3)                      |
| Nível III, IV & V / International (5–4)       |

| Títulos por Piso |
| ---------------- |
| Duro (4–3)       |
| Grama (0–1)      |
| Saibro (1–1)     |
| Carpete (1–2)    |

| Posição | N. | Data              | Campeonato                                     | Piso         | Oponente           | Placar              |
| ------- | -- | ----------------- | ---------------------------------------------- | ------------ | ------------------ | ------------------- |
| Campeã  | 1. | 1 Maio 2005       | Estoril Open, Estoril, Portugal                | Saibro       | Li Na              | 6–7(4–7), 6–4, 6–3  |
| Vice    | 1. | 18 Junho 2005     | Ordina Open, 's-Hertogenbosch, Holanda         | Grama        | Klára Zakopalová   | 6–3, 2–6, 2–6       |
| Campeã  | 2. | 20 Agosto 2005    | Forest Hills Tennis Classic, Forest Hills, EUA | Duro         | Sania Mirza        | 3–6, 7–5, 6–4       |
| Campeã  | 3. | 7 Janeiro 2006    | Brisbane International, Gold Coast, Austrália  | Duro         | Flavia Pennetta    | 6–3, 6–4            |
| Vice    | 2. | 5 Fevereiro 2007  | Open GDF Suez, Paris, França                   | Carpete (i)  | Nadia Petrova      | 6–4, 1–6, 4–6       |
| Campeã  | 4. | 23 Agosto 2008    | Forest Hills Tennis Classic, Forest Hills, EUA | Duro         | Peng Shuai         | 6–4, 6–2            |
| Vice    | 3. | 20 Setembro 2009  | Challenge Bell, Quebec City, Canadá            | Carpete (i)  | Melinda Czink      | 6–4, 3–6, 5–7       |
| Vice    | 4. | 14 Fevereiro 2010 | Open GDF Suez, Paris, França                   | Duro (i)     | Elena Dementieva   | 7–6(7–5), 1–6, 4–6  |
| Vice    | 5. | 6 Março 2011      | Malaysian Open, Kuala Lumpur, Malásia          | Duro         | Jelena Dokić       | 6–2, 6–7(9–11), 4–6 |
| Vice    | 6. | 11 Junho 2011     | E-Boks Danish Open, Copenhague, Dinamarca      | Duro (i)     | Caroline Wozniacki | 1–6, 4–6            |
| Vice    | 7. | 7 April 2012      | Family Circle Cup, Charleston, EUA             | Saibro verde | Serena Williams    | 0–6, 1–6            |
| Campeã  | 5. | 15 Setembro 2013  | Challenge Bell, Quebec, Canadá                 | Carpete (i)  | Marina Erakovic    | 6–4, 6–3            |
| Campeã  | 6. | 28 Fevereiro 2015 | Qatar Total Open, Doha, Qatar                  | Duro         | Victoria Azarenka  | 6–4, 6–3            |

### Duplas: 6 (5 títulos, 1 vice)
| Campeã — Legenda (pre/pós 2010)               |
| --------------------------------------------- |
| Grand Slam (1–0)                              |
| WTA Tour (0–0)                                |
| Nível I / Premier Mandatory & Premier 5 (1–0) |
| Nível II / Premier (3–0)                      |
| Nível III, IV & V / International (0–1)       |

| Títulos por piso |
| ---------------- |
| Duro (2–1)       |
| Grama (0–0)      |
| Saibro (3–0)     |
| Carpete (0–0)    |

| Posição | N. | Data            | Campeonato                                   | Piso         | Parceira                 | Oponente                                   | Placar           |
| ------- | -- | --------------- | -------------------------------------------- | ------------ | ------------------------ | ------------------------------------------ | ---------------- |
| Vice    | 1. | 3 Agosto 2008   | Nordea Nordic Light Open, Estocolmo, Suécia  | Duro         | Petra Cetkovská          | Iveta Benešová Barbora Záhlavová-Strýcová  | 7–5, 6–4         |
| Campeã  | 1. | 8 Abril 2012    | Family Circle Cup, Charleston, EUA           | Saibro verde | Anastasia Pavlyuchenkova | Anabel Medina Garrigues Yaroslava Shvedova | 5–7, 6–4, [10–6] |
| Campeã  | 2. | 7 Avril 2013    | Family Circle Cup, Charleston, EUA           | Saibro verde | Kristina Mladenovic      | Andrea Hlaváčková Liezel Huber             | 6–3, 7–6(8–6)    |
| Campeã  | 3. | 11 Maio 2013    | Mutua Madrid Open, Madrid, Espanha           | Saibro       | Anastasia Pavlyuchenkova | Cara Black Marina Erakovic                 | 6–2, 6–4         |
| Campeã  | 4. | 10 Janeiro 2014 | Apia International Sydney, Sydney, Austrália | Duro         | Tímea Babos              | Sara Errani Roberta Vinci                  | 7–5, 3–6, [10–7] |
| Campeã  | 5. | 30 Janeiro 2015 | Aberto da Austrália, Melbourne, Austrália    | Duro         | Bethanie Mattek-Sands    | Chan Yung-jan Jie Zheng                    | 6–4, 7–6(7–5)    |